# Thea Thorsen
Thea Thorsen (Ringerike, 12 maart 1992) is een Noorse wielrenster. Vanaf 2012 rijdt ze bij de Noorse ploeg Hitec Products.